# Carl Gustav Diehl
Carl Gustav Ruben Diehl, född 21 september 1906 i Malmö Sankt Pauli församling Malmö, Malmöhus län, död 1 maj 1995 i Lunds domkyrkoförsamling, Lund, Malmöhus län, var en svensk biskop och religionshistoriker.
Diehl var son till disponent Anders Diehl och Emma Andersson. Efter studentexamen i Malmö 1925 blev han teologie kandidat vid Lunds universitet 1929 och prästvigdes 1930. Han for som Svenska kyrkans missionär till Tamil Nadu i Sydindien. Han blev senare filosofie doktor 1956 i religionshistoria med avhandlingen Instrument and Purpose. Studies on rites and rituals in South India. Han var därefter docent i religionshistoria vid Lunds universitet 1956–1959 och vid Uppsala universitet 1960–1973. Han var direktor för Svenska kyrkans mission 1960–1966 och var 1967–1972  biskop av Tranquebar i Tamil Evangelical Lutheran Church i Tamil Nadu, Indien. Han utsågs till teologie doktor honoris causa vid universitetet i Marburg. I boken Arvet från Tranquebar. Kyrka och miljö i södra Indien skrev han 1974 sin kyrkas historia. Diehl var gift och hade två barn.